# Marco Luiz Brito
1. WEITERLEITUNG Marco Brito